# Національний університет «Чернігівський колегіум» імені Т. Г. Шевченка
Національний університет «Чернігівський колегіум» імені Т. Г. Шевченка — заклад вищої освіти в Україні, осередок вищої освіти на північному Лівобережжі України.

## Назви
- 1916—1954: Чернігівський учительський інститут
- 1954—1998: Чернігівський педагогічний інститут
- 1998—2010: Чернігівський державний педагогічний університет імені Т. Г. Шевченка
- 2010—2016: Чернігівський національний педагогічний університет імені Т. Г. Шевченка
- з 2017: Національний університет «Чернігівський колегіум» імені Т. Г. Шевченка

## Історія

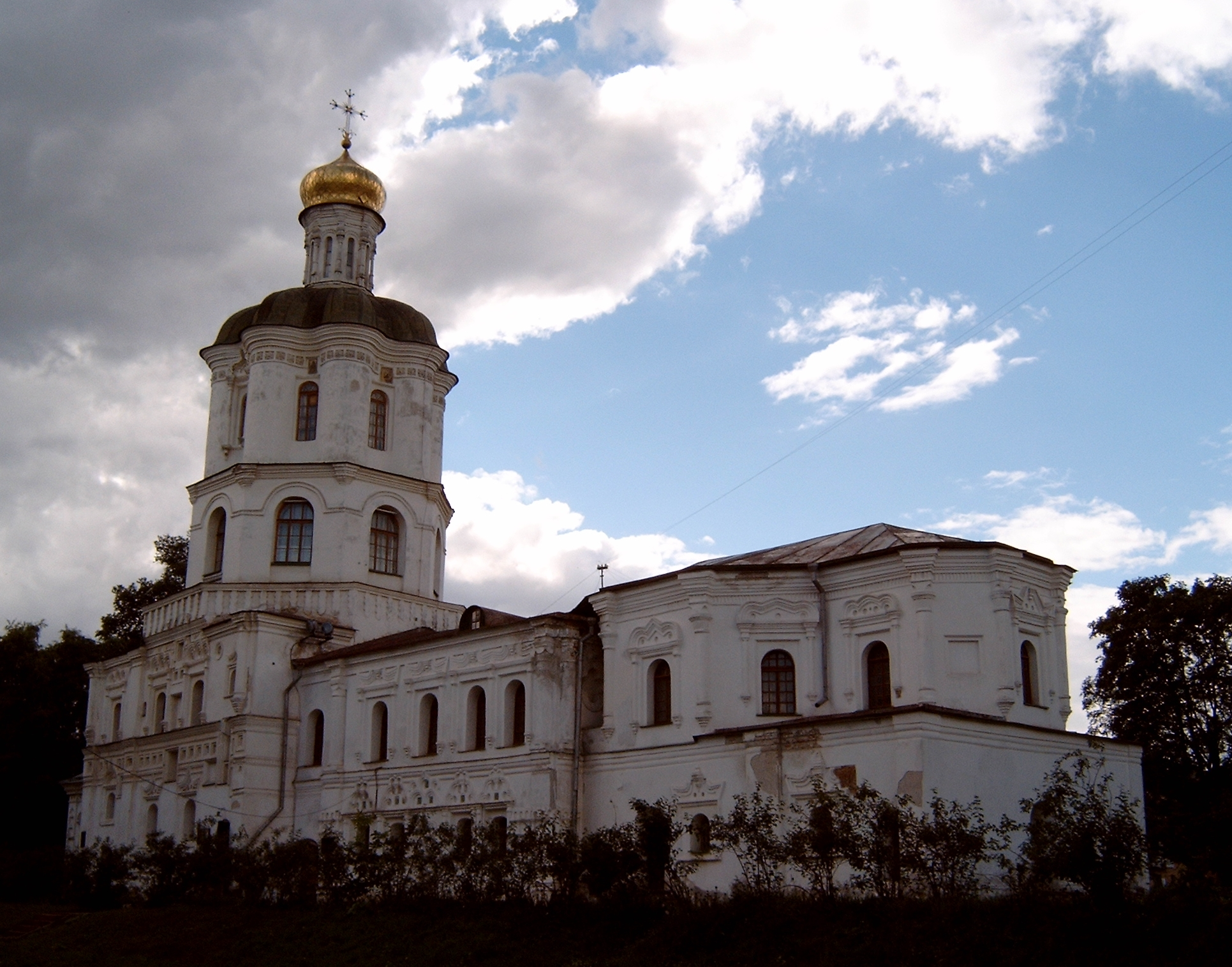
Чернігівський колегіум

Національний університет «Чернігівський колегіум» — один із найстаріших закладів вищої освіти на Чернігівщині. Виник на базі Чернігівського учительського інституту (1916), який розпочав свою діяльність як навчальний заклад вище-середнього типу зі словесно-історичним, фізико-математичним і природничо-географічним відділами. Новостворений навчальний заклад успадкував унікальну бібліотеку Чернігівської духовної семінарії (у 1700—1786 роках — Чернігівський колегіум). Серед викладачів інституту були викладачі колишньої семінарії.
У 1919 році Учительський інститут зробив свій перший випуск — 13 осіб і був реорганізований у педагогічний з чотирирічним строком навчання.
У подальші роки, залежно від завдань, які стояли перед суспільством і школою, інститут неодноразово реорганізовувався (інститут народної освіти — 1920 рік, інститут соціального виховання — 1930 рік, педагогічний — 1933 рік, учительський — 1935 рік, об'єднаний учительський і педагогічний — 1939 рік).
У 1954 році, за рішенням Колегії Міністерства освіти УРСР, реорганізується в педагогічний і діє аж до 13 березня 1998 року, до надання йому нового статусу Чернігівського державного педагогічного університету імені Т. Г. Шевченка.

### Статус Національного
Указом Президента України В. А. Ющенка від 8 січня 2010 року закладу вищої освіти, «ураховуючи загальнодержавне і міжнародне визнання результатів діяльності Чернігівського державного педагогічного університету імені Т. Г. Шевченка», присвоєно статус національного. Нова назва — Чернігівський національний педагогічний університет імені Т. Г. Шевченка.
Урахувавши клопотання університету щодо приведення назви закладу вищої освіти у відповідність з історичними особливостями його розвитку, а саме тим, що Чернігівський національний педагогічний університет імені Т. Г. Шевченка є правонаступником Чернігівського колегіуму, утвореного в 1700 році, Кабінет Міністрів України своїм розпорядженням від 16 березня 2016 року змінив назву ЗВО з Чернігівський національний педагогічний університет імені Т. Г. Шевченка на Національний університет «Чернігівський колегіум» імені Т. Г. Шевченка. 4 жовтня 2017 року в рамках візиту до Чернігова під час відвідин ЗВО Президент України Петро Порошенко підписав указ, яким затвердив офіційну зміну назви та збереження статусу закладу — Національного.

### Директори та ректори
- Фльоров Олексій Павлович (1916—1919)
- Воробйов Сергій Іванович (1919—1924)
- Щербаков Василь Карпович (1924—1929)
- Балицький Михайло Антонович (1929—1931)
- Прийменко Семен Іванович (1931—1932)
- Лапшин Микола Іонович (1932)
- Мірошниченко Микола Олександрович (1932—1933)
- Ройфман Ізраїль Фройманович (1933—1935)
- Василенко Григорій Андрійович (1935—1937)
- Носко Гаврило Іванович (1937—1941)
- Владимирський Павло Володимирович (1943—1944)
- Леоновський Леонід Євменович (1944—1945)
- Різун Микола Іванович (1945—1946)
- Борисенко Свирид Юхимович (1946—1948)
- Підпригорщук Микола Володимирович (1948—1950)
- Ковальов Микола Ксенофонтович (1950—1953)
- Чорноус Василь Устинович (1953—1954)
- Костарчук Віктор Миколайович (1955—1982)
- Явоненко Олександр Федотович (1982—2005)
- Носко Микола Олексійович (2005—2021)
- Шеремет Олег Семенович (з 2021)

## Діяльність
Серед випускників університету — відомий український письменник Олекса Десняк (О. Г. Руденко); доктори педагогічних наук, професори О. Г. Богданов та І. І. Стебун; доктори історичних наук, професори В. А. Дядиченко і Ф. Є. Лось; доктор філософських наук, професор Ф. Я. Москаленко; колишній заступник міністра освіти УРСР П. А. Миргородський та багато інших діячів. За час діяльності закладу підготовлено більше 50 тисяч випускників.
Велика заслуга у відродженні і становленні інституту в післявоєнний період належить професору В.М.Костарчуку, який очолював заклад понад чверть століття.
Сьогодні Національний університет «Чернігівський колегіум» імені Т. Г. Шевченка — це провідний заклад вищої освіти четвертого рівня акредитації, у складі якого Навчально-науковий інститут історії та соціогуманітарних дисциплін імені О. М. Лазаревського і шість факультетів, де навчається більш як 3 тисячі студентів стаціонару та заочного відділення.
Навчально-виховний процес забезпечують 35 кафедр, понад 70 % професорсько-викладацького складу яких — доктори наук і професори, кандидати наук і доценти.
Підготовка за освітньо-кваліфікаційним рівнем «Магістр» здійснюється на всіх факультетах НУЧК імені Т. Г. Шевченка.
З 1992 року функціонує аспірантура, а з 1999 року — докторантура.
В університеті склалася система наукової роботи. Наукові творчі колективи в галузі математичного аналізу, біохімії, фізики рідкісних кристалів, історії, філософії, методики викладання фізико-математичних дисциплін мають широке міжнародне визнання.
Активні зв'язки університету з науковими центрами та навчальними закладами США, Німеччини, Канади, Англії, Австралії, Польщі, Чехії. На базі університету проводяться різнопланові наукові, міжнародні, всеукраїнські та регіональні конференції.
При Інституті історії та соціогуманітарних дисциплін імені О. М. Лазаревського працюють регіональні відділення Інституту української археографії та джерелознавства імені М. Г. Грушевського НАН України та Інституту етнології, мистецтвознавства і фольклористики імені М. Т. Рильського НАН України.
Створено Регіональний центр Інституту обдарованої дитини НАПН України, Астрономічний науково-дослідний центр. Університет має сучасну матеріальну базу: три навчальні і один спортивний корпуси, понад 20 комп'ютерних класів,[джерело?] астрономічну обсерваторію та планетарій.
Книжковий фонд університетської бібліотеки нараховує близько 720 тис. примірників. Створено редакційно-видавничий центр. Університет видає науковий «Вісник Чернігівського національного педагогічного університету», журнали «Сіверянський літопис» і «Сумська старовина», які включено до переліку видань ВАК України, в яких можуть друкуватися результати дисертаційних досліджень. Університет спільно з Державним архівом Чернігівської області та Чернігівським обласним історичним музеєм імені В. В. Тарновського видає періодичні збірники наукових праць «Сіверянський архів» та «Скарбниця української культури».
В університеті діє підготовче відділення, що здійснює підготовку учнів та випускників шкіл до проходження ЗНО.
Упродовж останніх п'яти років підготовлено понад 30 майстрів спорту, серед яких майстри спорту міжнародного класу і заслужені майстри спорту. Студенти університету — переможці і призери чемпіонатів Світу та Європи. Неодноразово студенти та випускники університету включались до Національної збірної команди для участі в зимових Олімпійських іграх.
До послуг студентів — три гуртожитки, спортивний корпус та їдальня.

## Структура

### Факультети та інститути
- Навчально-науковий інститут історії та соціогуманітарних дисциплін імені О. М. Лазаревського
- Технологічний факультет
- Факультет фізичного виховання
- Факультет дошкільної, початкової освіти і мистецтв
- Природничо-математичний факультет з власним планетарієм
- Навчально-науковий інститут психології та соціальної роботи
- Філологічний факультет

### Інші структурні одиниці
- Астрономічний науково-дослідний центр

- Редакційно-видавничий відділ
- Наукова бібліотека
- Підготовче відділення

### Спеціалізовані Вчені ради по захисту кандидатських дисертацій
- - К 79.053.01
    - 07.00.01 «Історія України»
    - 07.00.02 «Всесвітня історія»

  - Д 79.053.02
    - 13.00.02 «Теорія та методика навчання (фізична культура, основи здоров'я)»
    - 13.00.04 «Теорія і методика професійної освіти»

  - К 79.053.04
    - 13.00.01 «Загальна педагогіка та історія педагогіки»

Більше 3 тисяч студентів стаціонару та заочного відділення; близько 40 спеціальностей і спеціалізацій.

### Бібліотека
- Наукова бібліотека Національного університету "Чернігівський колегіум" імені Т.Г.Шевченка

## Викладацький склад
- Кролевець Всеволод Степанович — кандидат педагогічних наук, доцент.
- Ткаченко Володимир Володимирович Ніжинського педагогічного інституту доктор історичних наук, колишній народний депутат України.
- Боровик Анатолій Миколайович  — доктор історичних наук, професор, завідувач кафедри педагогіки і методики викладання історії та суспільних дисциплін.
- Гриценко Микола Іванович — доктор фізико-математичних наук (1989), професор (1990).
- Половець Володимир Михайлович — доктор історичних наук.
- Норов Олександр Олександрович — старший викладач кафедри педагогіки, психології й методики початкового навчання.

## Рейтинги
Сайт НУЧК імені Т. Г. Шевченка chnpu.edu.ua посів 274-те місце у рейтингу інформативності вебсайтів закладів вищої освіти, складеному 19 грудня 2014 року громадянською мережею ОПОРА.

## Видатні випускники
- Курок Олександр Іванович — ректор Глухівського національного педагогічного університету імені Олександра Довженка (з 2000 року), доктор історичних наук, кандидат педагогічних наук, професор, заслужений працівник народної освіти України (1999).
- Носенко Олександр Миколайович — український шахіст.
- Лариса Вікторівна Роговець — народна артистка України, концертно-камерна співачка (меццо-сопрано), завідувачка відділом «Спів» Чернігівського фахового музичного коледжу ім. Л. Ревуцького (з 2002 р.).
- Гусак Регіна Вікторівна – директорка Чернігівського навчально-реабілітаційного центру для дітей з особливими потребами № 2 Чернігівської міської ради, практичний психолог; голова правління ГО «Міський молодіжний центр «Жменя»;  голова комітету з питань збереження репродуктивного здоров’я та планування сім’ї Громадської ради при ОДА; координатор волонтерського руху благодійного фонду «Поліський оберіг».
- Крамаренко Сергій Миколайович — Голова Чернігівської районної державної адміністрації
- Кузнецова-Молодчая Тетяна Степанівна - голова  Чернігівської районної ради  Чернігівської області (з 2022 року) -
- Молочко Світлана Рашитівна - завідувачка кафедри філологічних дисциплін та методики їх викладання, методист відділу суспільно-філологічних дисциплін Чернігівського обласного інституту післядипломної педагогічної освіти імені К. Д. Ушинського;старший викладач кафедри української мови, літератури та журналістики Національного університету «Чернігівський колегіум» імені Т. Г. Шевченка.
- Ткаченко Сергій Володимирович (1981—2023) — майор Національної гвардії України, учасник російсько-української війни. Герой України (2024, посмертно).
- Литвин Віталій Сергійович (нар. 1994) — майор Національної гвардії України, учасник російсько-української війни. Герой України (2022).
- Фай Роман Миколайович (1981—2023) — солдат збройних сил України, учасник російсько-української війни.